# 福岡県消防学校
福岡県消防学校（ふくおかけんしょうぼうがっこう）は、福岡県嘉麻市にある消防学校である。2017年に福津市から新築移転した。地方公務員の消防士採用試験に合格した福岡市消防局を除く県内の自治体消防の新人消防吏員、新人職員、新人消防団員の育成を行っている。また、専門実務の運用に関する教育・研究・調査を主要任務としている。

## 所在地
- 福岡県嘉麻市牛隈1794番地

## 沿革
- 1940年（昭和15年）12月 - 福岡市因幡町の福岡県警察練習所内に消防練習所設置
- 1948年（昭和23年）3月 - 知事部局に移管し、総務部に消防訓練所設置。訓練所を福岡市西新町の西福岡消防署内に移転
- 1949年（昭和24年）8月 - 福岡県消防学校に改称
- 1949年（昭和24年）9月 - 九州地方消防学校併設
- 1953年（昭和28年）7月 - 福岡市東区名島に移転
- 1956年（昭和31年）3月 - 民生部へ移管
- 1963年（昭和38年）3月 - 九州地方消防学校廃止
- 1973年（昭和48年）11月 - 宗像郡福間町（現福津市）に移転
- 1992年（平成4年）9月 - 総務部へ移管
- 2017年（平成29年）4月 - 嘉麻市牛隈1794番地に新築移転

## 教養
- 消防職員
  - 初任教育
  - 専科教育
  - 幹部教育
  - 特別教育
- 消防団員
  - 基礎教育
  - 専科教育
  - 幹部教育
  - 特別教育　など

## 施設
- 教育棟
- 屋内訓練場
- 訓練塔
- 訓練補助塔
- 燃焼実験塔　など